# ナカガワニシン
ナカガワニシン（学名：Apsopelix miyazakii）は、白亜紀に生息したクロッソグナスス科に分類される海水魚。

## 概要
クロッソグナスス科にはCrossognathus属とApsopelix属の二つがあり、形質（Apsopelix属とは5つの形質、Crossognathus属とは3つの形質を共有）と年代から、Apsopelix属に属するものと考えられている。
ナカガワニシンの化石は北海道で発見されている。Apsopelix属の魚類は北アメリカやヨーロッパのA. anglicusが知られているが、前頭骨後部の突出部が前頭骨後端から少し離れていること、左の外肩甲骨（extrascapula）が右のそれを正中線上で覆っていること、頭頂骨は長さが幅より短いこと、下顎の関節が眼窩の中央より後ろにあることなど異なる特徴を有する。

## 化石
本種の化石はアプソペリックス属魚類化石として東アジアで初めて発見された。化石は2例知られている。
中川町エコミュージアムセンター
2004年の地質調査で北海道中川郡 (天塩国)中川町の天塩川の支流で宮崎明朗が発見。発見者にちなみアプソペリックス・ミヤザキイ（Apsopelix miyazakii）と命名された。中川町が所有しており中川町エコミュージアムセンターに保管されている。2020年（令和2年）5月19日に北海道天然記念物（地質鉱物）に指定。
東京大学総合研究博物館
1955年に北海道空知郡三笠町奔別川沿い（現・三笠市）で松本達郎が発見。東京大学総合研究博物館の収蔵庫に保管されていたが、発掘後に収蔵庫で埋もれて正体不明の化石となっており、2012年からの再調査で松本が1965年に発表した論文とラベル番号が一致し、ナカガワニシンの化石であることが判明した。